# Cymbiapophysa seldeni
Espèce
Cymbiapophysa seldeni est une espèce d'araignées mygalomorphes de la famille des Theraphosidae.

## Distribution
Cette espèce est endémique de la province d'Esmeraldas en Équateur,. Elle se rencontre vers Carondelet.

## Description
Le mâle holotype mesure 20,2 mm.

## Systématique et taxinomie
Cette espèce a été décrite par Sherwood et Gabriel en 2023.

## Étymologie
Cette espèce est nommée en l'honneur de Paul Antony Selden.

## Publication originale
- Sherwood & Gabriel, 2023 : « Cymbiapophysa seldeni, a new theraphosine species from Ecuador (Araneae: Theraphosidae). » Arachnology, vol. 19, no 5, p. 777-779.